# Tony Leondis
Anthony "Tony" Leondis, född 1972, är en amerikansk röstskådespelare och skådespelare.